# 多田克己
多田 克己（ただ かつみ、1960年7月24日 - ）は、日本の妖怪研究家、作家、グラフィックデザイナー。世界妖怪協会・世界妖怪会議評議員。

## 人物
東京都出身。中国の妖怪に関して造詣が深く、それらの流れを汲む日本の妖怪の解説書も執筆。また、国書刊行会による妖怪図鑑の編者でもある。
京極夏彦とは友人であり、百鬼夜行シリーズに登場するキャラクター「多々良 勝五郎（たたら かつごろう）」のモデルにもなっている。

## 著書
- 季刊妖怪マガジン『怪』
- 幻想世界の住人たち 4 日本編 新紀元社 1990年 ISBN 4-915146-44-8
- 中国魔物図鑑 上 神仙から幻の国まで （著・KZ和神） 光栄 1995年 ISBN 4-87719-198-4
- 絵本百物語 桃山人夜話 （画・竹原春泉／文・京極夏彦他） 国書刊行会 1997年 ISBN 4-336-03948-8
- 暁斎妖怪百景 （画・河鍋暁斎／文・京極夏彦） 国書刊行会 1998年 ISBN 4-336-04083-4
- 江戸妖怪かるた 国書刊行会 1998年 ISBN 4-336-04112-1
- 妖怪図巻 （文・京極夏彦） 国書刊行会 2000年 ISBN 4-336-04187-3
- 妖怪馬鹿 （共著・京極夏彦、村上健司／カバーの妖怪製作・荒井 良） 新潮OH!文庫 2001年 ISBN 4-10-290073-X
- 妖怪旅日記 （共著・京極夏彦・村上健司） 同朋舎 2001年 ISBN 4-8104-2728-5
- 不思議の旅ガイド 日本幻想紀行 （共著・村上健司） 人類文化社 2002年 ISBN 4-7567-1916-3
- 水木しげる80の秘密 （共著・水木しげる、荒俣 宏、京極夏彦、村上健司他） 角川書店 2002年 ISBN 4-04-883763-X
- 百鬼繚乱 新妖怪双紙 （共著・東雲騎人） PHPエディターズグループ 2002年 ISBN 4-569-62212-7
- 僕たちの好きな京極夏彦 宝島社 2003年ISBN 4-7966-3568-8
- 北斎妖怪百景 （画・葛飾北斎／文・京極夏彦／編・久保田一洋） 国書刊行会 2004年 ISBN 4-336-04636-0

## 京極堂シリーズ関連
- 百鬼解読 妖怪の正体とは? （画・京極夏彦） 講談社ノベルス 2006年 ISBN 4-06-182101-6
- 今昔続百鬼――雲（こんじゃくぞくひゃっき くも、著・京極夏彦） 講談社ノベルス 2001年 ISBN 4-06-182221-7

## 刊行予定
- 妖怪馬鹿2 （共著・京極夏彦・化野燐・村上健司） 新潮社[要出典]

## その他
- DAPHNIA名義での個人誌の発行
- セガサターンソフト「水木しげるの妖怪図鑑 総集編」講談社 1998年
  - テキスト協力